# 勒德拉姆 (佛羅里達州)
勒德拉姆（英語：Ludlam）是位於美國佛羅里達州邁阿密-戴德縣的一個非建制地區。該地的面積和人口皆未知。

## 地理
勒德拉姆的座標為25°44′02″N 80°18′04″W / 25.73389°N 80.30111°W，而該地的平均海拔高度為2米（即7英尺）。